# قيود الزمن (مسلسل)
قيود الزمن هو مسلسل بحريني من تأليف الكاتبة السعودية سهر و من إخراج أحمد المقلة ، قصة: أمين صالح، وأداء أغاني المسلسل من قبل الفنان عبد الكريم عبد القادر.

## ملخص القصة
تدور أحداث المسلسل حول فتاة في العشرين من عمرها تدرس بالجامعة تتزوج من ابن عمها ، الذي حوَّل حياتها إلى جحيم بالسهر خارج البيت وسلوك الحياة غير السوي . ولم يكتف الزوج بهذا القدر بل حاول أن يمنعها عن إكمالها لدراستها الجامعية، لتعاني من الوحدة والمعاملة السيئة التي حولت حياتها إلى جحيم .

## بطولة
المسلسل من بطولة:
هيفاء حسين، عبير أحمد، أحمد إيراج، يوسف بوهلول، شيماء سبت، جمعان الرويعي، عبد الله عبد العزيز، علي الغرير، لطيفة المجرن، خليل الرميثي، نجوى، محمد ياسين، مروة خليل، ملاك، مي عبد الله، عبير حريري و غيرهم.